# Songzi
Songzi léase Song-Tsi (en chino:松滋市, pinyin:Sōngzī shi) es un municipio bajo la administración directa de la ciudad-prefectura de Jingzhou. Se ubica al este de la provincia de Hubei, sur de la República Popular China. Su área es de 2235 km² y su población total para 2010 fue de +700 mil habitantes.

## Administración
El municipio de Songzi se divide en 16 pueblos que se administran en 14 poblados y 2 villas.